# Ahch-To
Astre fictif apparaissant dans
Star Wars.
Ahch-To est une planète de l'univers de Star Wars.

## Géographie

### Situation spatiale
Ahch-To se localise à l'Ouest de la Galaxie, à la limite des Régions inconnues. Sa position est difficile à identifier, et nécessite une carte particulière pour être déterminée.

### Topographie
Une grotte puissante dans le Côté obscur, similairement à la grotte du Mal de Dagobah, se situe à Ahch-To. Cette grotte aussi montre au visiteur du lieu sa plus grande peur. Son pouvoir dans le Côté obscur est contrebalancé par le temple Jedi à la surface,.
En effet, un ancien temple Jedi se compose d'une grotte. Une mosaïque représentant le premier Jedi se situe à l'intérieur. Dans cette représentation, la moitié du Jedi est blanche et l'autre moitié est noire, comme un symbole d'équilibre. Un rocher de méditation se trouve à l'extrémité d'une falaise,.
Deux autres installations notables se trouvent à Ahch-To : un village habité par les Gardiennes et un arbre-bibliothèque, la plus riche source d'informations au sujet des Jedi.

### Formes de vie
Les porgs sont de petits animaux à fourrure de coloration variable et à gros yeux. Ils peuvent s'envoler sur de courtes distances. Les mâles sont un peu plus grands que les femelles. Les petits des porgs sont appelés « porglets »,.
Les Gardiennes, présentes depuis plusieurs millénaires à l'arrivée de Luke Skywalker à Ahch-To. Ce sont toutes des femmes, qui vivent ainsi dans une ambiance similaire à celle d'un couvent. Elles appartiennent à l'espèce des Lanai, des êtres intelligents avec une apparence entre poisson et oiseau. Les Lanai males parcourent généralement les mers d'Ahch-To, pour pêcher afin de nourrir le village,,.
Autre espèce notable d'Ahch-To, la sirène thala est un très grand animal, produisant un lait de couleur bleue.
Par ailleurs, un type de créature aquatique d'environ 9 pieds (2,7 m) de haut vit à Ahch-To, mais peu de choses à son sujet sont connues.
L'arbre-bibliothèque qui recèle les savoirs Jedi est un arbre uneti. Ce type d'arbre est très sensible à la Force, ce qui a amené à un rapprochement des Jedi.

## Histoire
En environ 25 000 av. BY, les premiers Jedi fondent le premier temple Jedi à Ahch-To. Il semble que les Régions inconnues sont alors plus faciles à explorer qu'elles ne le seront dans la période de la bataille de Yavin.
Après que Ben Solo s'est retourné contre Luke Skywalker, désespéré, et a détruit son académie Jedi, Luke s'exile à Ahch-To, dans l'optique d'y rester jusqu'à sa mort[réf. nécessaire]. Luke reste donc à Ahch-To entre 28 ap. BY et 34 ap. BY,.
Lorsque Rey arrive à Ahch-To et tend à Luke son sabre laser, celui-ci le jette et explique qu'il s'est installé à Ahch-To pour y mourir comme dernier Jedi.
Rey se rend dans la grotte puissante dans le Côté obscur. Elle s'y voit confronter à sa principale peur, le fait qu'elle n'a personne sur qui compter et ne connaît pas ses parents,.
Peu après, depuis Ahch-To, Luke crée à travers la Force une illusion le représentant sur Crait. Sous cette forme de projection, il affronte Kylo Ren à Crait tout en restant physiquement à Ahch-To.
Rey revient à Ahch-To pour y vivre en ermite. Elle jette le sabre laser de Luke au feu. Luke, sous forme de spectre de Force, le rattrape et explique qu'elle doit respecter l'arme d'un Jedi. Ensuite, il utilise la Force pour soulever de l'océan son ancien X-wing afin que Rey le récupère.

## Concept et création
Des scènes qui se déroulent à Ahch-To sont filmées sur l'île Skellig Michael, à l'ouest de la péninsule d'Iveragh, en Irlande.
Les clochán (en) construits au VIe siècle ou au VIIe siècle sur l'île servent de modèle pour l'habitation de Luke Skywalker exilé. L'équipe de tournage construit sur l'île Ceann Sibeal ainsi plusieurs huttes semblables à celles de Skellig Michael, afin de ne plus tourner sur cette dernière mais sur Ceann Sibeal,.
L'équipe de tournage invente les porgs afin de dissimuler les oiseaux qui vivent sur l'île sur laquelle sont filmées les scènes qui se déroulent à Ahch-To.
Selon Neal Scalan (en), qui a travaillé sur le design de la sirène thala, l'animation de la créature dans le film Les Derniers Jedi mobilise plusieurs marionnettistes, qui doivent alors agir avec précision pour donner un résultat qui semble réaliste vu de l'extérieur, notamment lorsque le personnage de Mark Hamill trait la créature.

## Adaptations
Starbucks, à Walt Disney World Resort, commercialise des mugs sur lesquels sont représentés des éléments liés à une planète de la saga. L'un d'eux a pour sujet Ahch-To,.
En janvier 2018, le site officiel StarWars.com publie une recette de « milkshake de sirène thala », après avoir antérieurement publié une autre recette liée aux créatures alors récemment introduites dans l'univers Star Wars, les « porg chops ».